# Карпасия (село)
Карпасия̀ (на гръцки: Kαρπάσια; на турски: Karpaşa) е село в Кипър, окръг Кирения. Според статистическата служба на Северен Кипър през 2011 г. селото има 89 жители.
Де факто е под контрола на непризнатата Севернокипърска турска република.